# Баротравма
Баротра́вма (др.-греч. βάρος — тяжесть и τραῦμα, — рана) — физическое взрывание органов тела, вызванное разницей давления между внешней средой (газ или жидкость) и внутренней полостью.
Баротравма обычно возникает при изменении давления окружающей среды, например, при осуществлении водолазного спуска, занятии фридайвингом, при взлёте или посадке самолёта, при взрывной декомпрессии, а также в некоторых других случаях.
Закон Бойля — Мариотта определяет отношение между объёмом воздушного пространства и окружающего давления. Повреждение происходит в тканях вокруг воздушных полостей в теле, потому что газы сжимаемы, а ткани — нет.
При повышении или понижении окружающего давления относительно внутреннего, ткани тела начинают деформироваться, компенсируя разницу давления. Данная деформация может привести к травме.

## Баротравмы при подводных спусках
В подводном плавании и водолазных спусках разница давлений способна вызвать баротравму в двух случаях:
- спуск или подъём в воде
- дыхание газовыми смесями на глубине

Органы и ткани, легко травмируемые при совершении погружений под воду:
- среднее ухо
- синусы (Пазухи воздухоносные)
- лёгкие
- глаза
- кожа
- зубы

### Виды травм

#### Баротравма среднего уха
Самый частый вид баротравмы, получаемый при погружениях под воду. В ходе погружения всё возрастающее с глубиной внешнее давление воды передаётся на барабанную перепонку пловца; уже на глубине 1-2,5 метров большинство людей чувствуют неприятное ощущение в ушах, которое является проявлением внешнего, гидростатического давления воды. Если пловец вовремя не совершит так называемую продувку, то далее, с увеличением глубины, неминуемо последует разрыв барабанной перепонки, сопровождаемый болевыми ощущениями и звоном в ушах. Данному виду баротравм подвержены как подводные пловцы с аквалангом, так и обычные ныряльщики (снорклеры) с маской и трубкой. Избежать данного вида баротравм можно лишь правильно и вовремя продуваясь, не допуская болезненного ощущения в ушах. Для продувания водолаз может использовать манёвр Вальсальвы, который позволяет поступать воздуху в среднее ухо через евстахиевы трубы. Иногда обычное глотание открывает евстахиевы трубы и выравнивает давление между внешним и средним ухом.
При подъёме с глубины, напротив, внешнее давление воды уменьшается, а внутреннее давление на барабанную перепонку в среднем ухе возрастает и может произойти так называемый обратный разрыв, когда барабанная перепонка рвется не внутрь, а наоборот — наружу. Снорклеры подвержены данному виду баротравмы в меньшей степени, чем аквалангисты.

#### Баротравма лёгкого
Баротравма лёгкого — заболевание или состояние, возникающее при множественных мелких повреждениях и/или разрывах лёгочной ткани (баротравматическая эмфизема), которые могут приводить к переходу газа из альвеол в ткань лёгкого, средостения, подкожно-жировую клетчатку грудной клетки и шеи (подкожная эмфизема), в плевральные полости (пневмоторакс), в брюшную полость (пневмоперитонеум) и в кровеносное русло (газовая эмболия). Пузырьки газа проникают через разрывы лёгочной ткани в сосуды малого круга кровообращения и затем, пройдя через левые отделы сердца, попадают в артерии большого круга кровообращения и с током крови доставляются до всех периферических органов и тканей. Пузырьки воздуха могут механически закупоривать мелкие сосуды и приводить к местному и общему кислородному голоданию.
У 4-х из 5 пострадавших подобная травма возникает в результате резкого повышения внутриальвеолярного давления газа при быстром всплытии с глубины на поверхность в изолирующих средствах дыхания. Описаны подобные состояния и при произвольной или непроизвольной задержке дыхания при кашле или бронхиальной астме у водолаза.
Значительно реже встречаются случаи баротравмы лёгких при резком понижении внутриальвеолярного давления например при попытке водолаза сделать вдох из пустого дыхательного мешка аппарата.
Баротравма лёгкого — вид баротравмы, который происходит с отрицательным изменением глубины (при всплытии). Такую баротравму можно получить, если при максимальном вдохе и задержке дыхания подплыть на 1-1,5 метра для, к примеру, обхода какого-либо препятствия под водой — камня, неровности дна. Стенки альвеол лёгкого чрезвычайно тонки, и даже незначительное изменение внутреннего давления на них газа может приводить к весьма серьёзным последствиям для здоровья пловца.
Физика данного вида баротравмы следующая: для дыхания под водой, равно как и на суше, давление газа поступающего к нам в лёгкие должно быть примерно равно внешнему давлению на грудную клетку. Когда водолаз совершает погружение, для дыхания под водой ему необходимо иметь газ с давлением, приблизительно равным внешнему давлению воды. На глубине 10 м это давление составляет приблизительно 2 атмосферы.   Получается, что сделав вдох на глубине 10 м (к примеру — из акваланга) подводный пловец впускает в лёгкие газ с давлением в два раза большим чем на поверхности, но при том же, что и на поверхности, объёме. Когда водолаз начинает всплывать, то внешнее, гидростатическое, давление воды начинает понижаться, газ в лёгких подводника начинает расширяться и, если не сделать при этом выдох, сначала лёгкие начнут растягиваться. Например при всплытии с глубины 10 м на глубину 5 м давление газа в груди аквалангиста уменьшится с двух до полутора атмосфер, то есть в 1,33 раза, а объём последнего, напротив, увеличится в эти же самые 1,33 раза. Лёгкие аквалангиста начинают раздуваться в 1,33 раза, так как грудные мышцы не в силах сдержать все возрастающий объём лишнего газа, который ищет себе выход наружу. Поначалу это расширение скомпенсируется эластичностью тканей. Например, тренированный фридайвер может без вреда для себя растянуть лёгкие дополнительно "упаковав" до 50% максимального объёма легких, растяжение сверх максимально возможного вдоха будет при этом в 1,5 раза. Но даже такой исключительной эластичности может оказаться недостаточно, и при дальнейшем всплытии, если по-прежнему не сделать выдох, исчерпается резерв растяжения тканей лёгких и грудной клетки, постоянно образующийся избыточный объём воздуха, всё расширяющегося со всплытием, начнет искать себе выход наружу, повреждая или даже прорывая альвеолы, а впоследствии — и лёгочную ткань.
Данное поведение газа есть не что иное, как следствие следующей простой формулы, которая по сути своей является выражением Закона Бойля-Мариотта:
{\displaystyle {P1*V1}={P2*V2}=const}
из которого следует, что: Давление ({\displaystyle P}) газа обратно пропорционально его объёму ({\displaystyle V}), а их произведение постоянно, важно учитывать, что данный закон справедлив только при постоянной температуре газа, иначе необходимо использовать уравнение состояния идеального газа (уравнение Менделеева-Клайперона).
В отличие от баротравмы среднего уха баротравма лёгкого — намного более серьёзный вид баротравмы, приводящий к опасным, и иногда потенциально смертельным повреждениям. По степени тяжести среди последствий выделяют баротравматическую эмфизему легких, пневмоторакс, газовую эмболию. Именно отсюда главный закон водолаза — «Всплывая выдыхай».
Снорклеры  и фридайверы при всплытии не подвержены данному виду баротравмы, так как не дышат газом на глубине и, соответственно, объём газа в их грудной клетке не может превышать таковой на поверхности воды. Есть одно исключение: если погрузиться на задержке дыхания на достаточно большую глубину, то может произойти обжим лёгкого и/или трахеи из-за большого внешнего давления воды, сильного уменьшения объёма лёгких и напряжения дыхательных мышц и недостаточной эластичности капилляров легких, наполняющихся кровью. Теоретически такая баротравма может произойти при нырянии на задержке дыхания уже на глубине около 30 метров, а при нырянии - на выдохе и на меньших глубинах, поэтому следует соблюдать осторожность.

#### Обжим
Термин «обжим» описывает ситуацию, при которой уменьшается объём подкостюмного или подмасочного пространства при возрастании давления окружающей среды, что вызывает болезненные ощущения за счёт неравномерного прилегания костюма или «вытягивания» кожи в область с более низким давлением (аналогично механизму действия медицинских банок). Данная проблема может возникать при использовании сухих костюмов, полумасок, а также очков для плавания, в которых отсутствует возможность выровнять давление в подочочном пространстве.

#### Баротравма зубов
Наличие в зубах кариозных полостей, а также некачественно сделанных пломб может привести к возникновению бароденталгии, травмированию зубных нервов, разрушению пломб. Обуславливается это газовыми пузырьками, которые приносятся в полости зубов током крови при увеличении внешнего давления, и невозможностью мгновенного их вывода при понижении давления. Расширяющийся газовый пузырь давит на внутренние стенки зуба и нерв, при этом площадь его поверхности уменьшается, что затрудняет вывод избытка газа током крови. Для снятия симптомов необходимо прекратить понижение давления (уменьшения глубины), увеличить давление внешней среды до исчезновения болей, после чего произвести медленное понижение давления (подробности в статье: рекомпрессия).

### Баротравмы при использовании барокамеры
Барокамера используется для лечения декомпрессионной болезни и баротравм путём рекомпрессии. Для этого пациента помещают в камеру и увеличивают давление, выдерживают его некоторое время, а затем постепенно уменьшают до атмосферного. Однако в случае неверного использования барокамеры пациент может получить баротравму, если давление, в три-четыре раза превышающее атмосферное, быстро уменьшить до нормального.

### Профилактика
Баротравм можно избежать, устраняя любые различия в давлении, действующем на ткань или орган, путём выравнивания давления. Для этого существуют различные методы:
- Уши и носовые пазухи. Риск — разрыв барабанной перепонки. Для полостей в ушах и пазухах процедура выравнивания давления называется продувкой. В данном случае водолаз может использовать манёвр Вальсальвы, который позволяет поступать воздуху в среднее ухо через евстахиевы трубы. Иногда обычное глотание открывает евстахиевы трубы и выравнивает давление между внешним и средним ухом. См. также: чистка ушей.
- Лёгкие. Риск — пневмоторакс, который также называют взрывом лёгких. Для выравнивания давлений необходимо всегда дышать в обычном темпе и никогда не задерживать дыхание. Риск баротравмы такого типа не возникает в случае занятия снорклингом при условии, что ныряльщик не дышит под водой из источника газа высокого давления (акваланга) или из воздушных полостей, расположенных ниже уровня воды.
- Воздух внутри обычной (для глаз и носа) полумаски. Главный риск заключается в гематомах и кровотечениях вокруг глаз. В данном случае достаточно выдыхать немного воздуха в маску через нос.
- Воздушное пространство в сухом костюме. Главный риск — защемления кожи, зажимаемой в сгибах сухого костюма. Современные сухие костюмы имеют клапаны для подачи газа от акваланга и для стравливания его в окружающее пространство в случае надобности. Воздух должен добавляться во время спуска и стравливаться на подъёме.

## Баротравмы, вызванные ударной волной
При взрыве создаётся ударная волна, волна повышенного давления, которая может стать причиной баротравмы. Разница давлений между внутренними органами и окружающей средой может вызвать повреждения органов, содержащих газ, таких как лёгкие, пищеварительный тракт, уши. Так, наступательные гранаты предназначены для причинения вреда врагу именно через баротравму.

## Баротравмы при искусственной вентиляции лёгких
Искусственная вентиляция может привести к баротравме лёгких. Это происходит из-за:
- абсолютного давления, используемого для вентиляции неэластичных лёгких.
- сил, связанных с быстрыми изменениями скорости газов.

Происходящий альвеолярный разрыв может привести к пневмотораксу, лёгочной промежуточной эмфиземе и эмфиземе средостения.

## Баротравмы при авиаперелётах
Комфортное давление воздуха в салоне самолёта во время перелёта поддерживается компрессорами двигателей, и примерно соответствует давлению атмосферы на высоте 2000—3000 метров над уровнем моря (в зависимости от модели воздушного судна и высоты полёта). По причине того, что существует разница давлений в самолёте у земли и на высоте, возможны болезненные ощущения в ушах, синусах, зубах при наборе высоты или снижении.

### Профилактика
Для устранения болезненных ощущений при полётах в самолётах можно применять
- Манёвр Вальсальвы;
- Сосание леденцов;
- Сглатывание;
- Питьё какой-либо жидкости мелкими глотками;
- Жевание жвачки.